# Бондаренко Петро Миколайович
Петро Миколайович Бондаренко (1921—1943) — молодший сержант Робітничо-селянської Червоної армії, учасник радянсько-німецької війни, Герой Радянського Союзу (1943).

## Біографія
Народився 25 лютого 1921 року в селі Мала Рача (нині — Радомишльський район Житомирської області України) в селянській родині. Після закінчення неповної середньої школи працював у колгоспі.
У березні 1941 року був призваний на службу в Робітничо-селянську Червону Армію. З червня 1941 року — на фронтах радянсько-німецької війни. Брав участь у боях на Південно-Західному, Сталінградському і 2-му Українському фронтах. У 1942 році вступив у ВЛКСМ. Брав участь у Курській битві. До жовтня 1943 року молодший сержант Петро Бондаренко був навідником гармати 115-го гвардійського винищувально-протитанкового артилерійського полку 7-ї гвардійської армії 2-го Українського фронту. Відзначився під час битви за Дніпро.
Влітку 1943 року частина Бондаренка вийшла до Дніпра в районі міста Кременчука Полтавської області Української РСР. 27 вересня 1943 року батарея форсувала Дніпро і взяла участь в обороні плацдарму на його західному березі. Помітивши невелику балку, що йшла в бік контратакуючих, Бондаренко запропонував командиру розрахунку викотити по ній артилерію і вдарити їм у фланг. З першого ж пострілу розрахунок знищив німецький кулемет. Постійно змінюючи позиції, розрахунок у тому бою знищив у загальній складності 2 кулемета, 1 протитанкову гармату і близько 45 німецьких солдатів і офіцерів. Дії розрахунку сприяли успішному відбиттю контратаки.
Вранці 7 жовтня 1943 року 20 німецьких танків і десант піхоти прорвалися в тил радянських підрозділів, прагнучи знищити їх чи відкинути назад за Дніпро. В бою Бондаренко знищив 2 танки. Коли позиція піддалася нападу підрозділу автоматників, Бондаренко отримав поранення в ліве плече, але поля бою не покинув і продовжував вести вогонь. Коли артилерія була розбита, Бондаренко продовжував вести вогонь з автомата, незважаючи на те, що був вдруге поранений. В цьому бою Бондаренко загинув. Похований в селі Бородаївка Верхньодніпровського району Дніпропетровської області.
Указом Президії Верховної Ради СРСР від 26 жовтня 1943 року за «мужність і героїзм, проявлені в боях за Дніпро» гвардії молодший сержант Петро Бондаренко посмертно був удостоєний високого звання Героя Радянського Союзу. Також був нагороджений орденом Леніна.